# Демоника
Демоника (др.-греч. Δημονίκη) — в древнегреческой мифологии дочь Агенора, героя Этолии, сына Плеврона, внука Этола, и Эпикасты, дочери Калидона, внучки Этола (см. Мифы Этолии). Сестра Порфаона.
Гесиод называет Демонику Демодикой. Известна Демоника тем, что к ней многие сватались, но она всем отказывала. Демоника стала возлюбленной бога войны Ареса и родила от него четырёх сыновей: Евена, Мола, Пилоса и Фестия.

## Историческая Демоника
Существовала и другая Демоника, женщина из Эфеса, убитая Бренном.
Бренн, вождь кельтов, который завоёвывал Малую Азию, приехал в Эфес и влюбился в Демонику. Она обещала уступить его ухаживаниям, а также предать свою страну, если он даст ей золотые браслеты и драгоценности женщин Галлии. Бреннус же приказал своим солдатам бросать в её колени своё золото, которое они носили, и она была похоронена заживо.